# 기분 좋은 밤 (라디오 프로그램)
《기분 좋은 밤》은 2008년 10월 27일부터 2021년 3월 15일까지 방송되었던 SBS 러브FM의 심야 음악 전문 라디오 프로그램이었다. 이 프로그램은 2008년 SBS 라디오 가을 개편에 따라 신해철의 고스트스테이션의 후속으로 신설된 프로그램이었다. 2008년 10월 27일부터 2009년 4월 12일까지 변진섭이 진행했으며, 2009년 4월 13일부터 2021년 3월 4일까지 김태욱 아나운서가 진행을 했었다. 주로 1970년대부터 1990년대 초반까지의 추억의 음악들을 선곡했다. 2021년 3월 5일에는 최기환 아나운서가 진행을 맡았으며, 2021년 3월 6일부터 3월 8일까지 김정일 아나운서가 임시로 진행을 맡았다. 이후 2021년 3월 9일부터 2021년 3월 15일 종방때까지 다시 최기환 아나운서가 진행을 맡았다. 2021년 3월 15일 자로 13년 만에 폐지되었다.

## 방송되는 코너
참고로, 2021년 3월 5일부터 사연과 신청곡을 제외한 모든 코너의 진행이 종료되었다.

### 매일 방송되는 코너
- 사연과 신청곡
- DJ 추천곡
- 또, 하루가 멀어져간다

### 요일별 코너
- 일, 월요일 옛날뉴스
- 수요일 노래를 읽다
- 목요일 추억의 주크박스
- 토요일 시네마 파라디소

## 부고(訃告)
현재까지 고정적으로 진행을 맡아왔던 김태욱 전 SBS 아나운서 부국장이 향년 61세로 사망하면서 진행자가 유고(遺故)가 됨에 따라 최기환 아나운서를 거쳐서 현재는 김정일 SBS 아나운서가 진행하고 있다. SBS측은 진행자인 김태욱 아나운서의 명복을 비는 입장을 밝혔으며 향후 프로그램의 존속 여부에 관해서는 논의 중이라고 하였다. 2021년 3월 11일에 결국 종영이 결정되었다는 SBS의 공식 입장이 발표되었다. 실제 종영은 2021년 3월 15일 방송을 마지막으로 했다. 후임 프로그램은 스위트 뮤직박스.